# خانه ارادت
خانه ارادت مربوط به دوره اول پهلوی میشود که در سال 1317 در ملک شخصی خاندان ارادت بنا به اراده حاج مختار ارادت اسکویی سردودمان ارادت، شروع به احداث شد که پایان آن دو سال به طول انجامید و نهایتا در تابستان 1319 تمام شد. کل بنا از سنگ تراشیده بوده و برخلاف ساختمانهای آن دوره در احداث آن از خشت استفاده نشده است]]، این بنا در ضلع غربی سبزه میدان واقع شده و این اثر در تاریخ ۲ آبان ۱۳۸۲ با شمارهٔ ثبت ۱۰۴۷۴ به‌عنوان یکی از آثار ملی ایران به ثبت رسیده است.